# OnlyFans
OnlyFans è un sito web, con sede a Londra, Regno Unito, che offre un servizio di intrattenimento tramite abbonamento. I creatori di contenuti guadagnano denaro dai fan che si iscrivono ai loro contenuti.
OnlyFans è popolare nel settore dell'intrattenimento per adulti, ma ospita anche contenuti di altri generi come esperti di fitness e altri tipi di creatori che pubblicano regolarmente online. Consente ai creatori di contenuti di ricevere finanziamenti direttamente dai loro fan su base mensile.

## Modello di business
OnlyFans non possiede una politica restrittiva sui contenuti e consente agli utenti la possibilità di condividere anche fotografie di nudo in cambio di una quota associativa mensile. La società paga l'80% delle commissioni riscosse al creatore dei contenuti, mentre il restante 20% è trattenuto da OnlyFans. Dopo le commissioni commerciali e di elaborazione, la quota della società è di circa il 12%.

## Storia
OnlyFans è stato lanciato nel 2016 come sito web per creatori consentendo ai loro follower di iscriversi tramite una tariffa mensile per vedere clip e foto. Si sa poco sulla società madre, Fenix International Limited.
Nel 2017 Courtney Stodden ha invitato i follower a iscriversi al suo profilo. Nel 2018 Megan Barton Hanson, una concorrente del reality show Love Island, ha pubblicato video di nudo sulla piattaforma.
Nel gennaio 2020 la ventenne statunitense Kaylen Ward ha raccolto oltre un milione di dollari in contributi in beneficenza durante gli incendi in Australia. OnlyFans ha collaborato con lei, segnando la loro prima collaborazione per una causa benefica.
Nel maggio 2020, dopo che il sito è stato menzionato da Beyoncé nel remix della canzone di Megan Thee Stallion, Savage (Remix), il CEO Tim Stokely ha dichiarato a BuzzFeed News che «il sito sta avendo circa 200.000 nuovi utenti ogni 24 ore e da 7.000 a 8.000 nuovi creatori ogni giorno». Sempre nel maggio 2020 OnlyFans ha annunciato una partnership con Demon Time Social Media per creare un night club virtuale monetizzato utilizzando la funzione live a doppio schermo dei siti.
Bella Thorne ha stabilito un nuovo record di OnlyFans quando ha guadagnato più di 1 milione di dollari entro 24 ore dall'iscrizione alla piattaforma nell'agosto 2020 e più di 2 milioni di dollari in meno di una settimana.
Nell'agosto 2021, l'azienda annuncia che, a partire da ottobre 2021, sarà proibito pubblicare sulla piattaforma contenuti pornografici, permettendo esclusivamente l'upload di fotografie di nudi. Tale scelta è stata presa a causa delle preoccupazioni delle banche e delle varie agenzie che si occupano delle transazioni dai fan alla azienda e dalla azienda ai creatori, a seguito, secondo i media, di pressioni di gruppi contrari alla prostituzione e, più in generale, alla tratta di esseri umani. La regola aziendale è al 2024 de facto non messa in atto.

## Utilizzo
Il sito è utilizzato principalmente da dilettanti e modelli/e pornografici professionali, ma ha anche un mercato con chef, guru del fitness e musicisti.

## Controversie

### Sfruttamento minorile e pornografia
Un documentario della BBC Three ha sostenuto nel 2020 che un terzo dei profili Twitter a livello globale che pubblicizzano contenuti pornografici o simili appartengono a individui minorenni, molti dei quali hanno usato la piattaforma OnlyFans per condividere i loro contenuti. Nel maggio 2021, la BBC ha riferito che OnlyFans stava «fallendo nell'impedire agli utenti minorenni di vendere e apparire in video espliciti» dopo un'indagine eseguita dall'ente televisiva. Questo includeva segnalazioni da parte della polizia britannica, scuole e enti a sostegno dei minorenni che hanno subito abusi sessuali. Tuttavia, il National Center for Missing & Exploited Children ha riportato meno di 100 casi di CSAM su OnlyFans all'anno, mentre le aziende di proprietà di MindGeek hanno rappresentato circa 13.000 casi, Twitter ha rappresentato 65.000 e Facebook ha rappresentato 20 milioni di casi, circa il 95% degli incidenti totali registrati.
Il 10 agosto 2021, la deputata statunitense Ann Wagner, nota per aver introdotto il disegno di legge Allow States and Victims to Fight Online Sex Trafficking Act (FOSTA), ha annunciato una coalizione bipartitica che fa pressione sul Dipartimento di Giustizia degli Stati Uniti per indagare su OnlyFans per sfruttamento minorile, citando le crescenti segnalazioni delle forze dell'ordine e delle organizzazioni per la sicurezza dei bambini che i minori vengono venduti su OnlyFans, così come i casi di traffico di sesso e di abuso basato sulle immagini. Oltre 100 membri del Congresso hanno firmato la petizione. Il gruppo di pressione cristiano Exodus Cry e il National Center on Sexual Exploitation, fondato come organizzazione cattolica, sono stati citati come influenzatori nella campagna contro il sito web.

### Frode fiscale
Nel luglio 2020, Sky News ha riferito che OnlyFans non aveva pagato l'imposta sul valore aggiunto nei tre anni precedenti, e potrebbe affrontare pesanti sanzioni da parte delle autorità fiscali.
Nell'agosto 2020, Forensic News ha riferito che l'azienda sta affrontando molteplici accuse di frode e furto dopo che i creatori di contenuti e gli utenti hanno detto di aver avuto soldi rubati dai loro conti. Forensic News ha poi riferito che le precedenti imprese commerciali di Radvinsky erano state segnalate dalle banche per indicatori di riciclaggio di denaro.

### Problemi con l'utenza
Ci sono stati rapporti contrastanti sulla sicurezza del sito OnlyFans in termini di sicurezza personale e sicurezza economica. I creatori sono stati perseguitati e molestati dai clienti, a volte con conseguente fuga di informazioni personali del creatore. I collaboratori della piattaforma sono ipoteticamente in grado di scegliere quando e cosa pubblicare e chi lo riceve; tuttavia, il picco di utenti ha causato la concorrenza e ha costretto i collaboratori a pubblicare contenuti che possono essere fuori dalla loro zona di comfort per competere con gli altri.